# Navalcarnero
Navalcarnero település Spanyolországban, Madrid tartományban. Navalcarnero Villaviciosa de Odón, Móstoles, Arroyomolinos, Moraleja de Enmedio, Batres, El Álamo, Villamanta, Sevilla la Nueva és Casarrubios del Monte községekkel határos. Lakosainak száma 32 683 fő (2024).

## Népesség
A település népessége az utóbbi években az alábbiak szerint változott:
| Lakosok száma | 14 256 | 16 416 | 18 620 | 21 584 | 25 453 | 26 364 | 27 570 | 29 298 | 31 379 | 32 683 |
|               | 2001   | 2004   | 2007   | 2009   | 2012   | 2014   | 2017   | 2019   | 2022   | 2024   |